# Louis Rigolly
Louis Rigolly, né le 29 février 1876 à Chamesson (Côte-d'Or) et mort le 7 janvier 1958 à Saint-Valery-en-Caux (Seine-Maritime), est un pilote automobile français.

## Record du monde
Il est le premier pilote à dépasser les 100 kilomètres par heure en course, lors du Paris-Vienne 1901. Il établit un premier record de vitesse terrestre à Nice sur le kilomètre le 31 mars 1904 enregistré à 152,542 km/h, dans la foulée de celui d'Arthur Duray le même jour (142,85 km/h), les deux hommes évoluant alors à bord de Gobron-Brillié type Paris-Madrid.
Rigolly est également le premier homme au monde à franchir la barre symbolique des 100 miles par heure, soit 166,628 km/h, le 21 juillet 1904 à Ostende au volant d'une Gobron-Brillié là encore. Durant cette semaine de courses automobiles locales, il bat aussi le record du monde des 10 kilomètres, lors de l'épreuve courue sur la distance.

## Autres performances
Il a aussi participé au premier Grand Prix de l'ACF, une nouvelle fois au volant Gobron-Brillié (une G-B 110 HP), et a remporté à deux reprises la course de côte de Gaillon (en 1903 et 1904, sur sa G-B 110 HP).
Également :
- Coupe de Caters (course de côte, deuxième édition, sur la route de la Corniche -aux Quatre Chemins-) à la semaine automobile de Nice : 1903, sur Gobron-Brillié 100 hp ;
- Course de côte de Neucastle: 1903, sur Gobron-Brillié 100 hp[5] ;
- Course de côte de Laffrey : 1903, sur Gobron-Brillié 100 hp ;
- Course de côte de Château-Thierry : 1903, sur Gobron-Brillié 100 hp[6] ;
- Meeting d'Ostende : 1903 (juillet) au kilomètre départ lancé et aux mille départs arrêtés, sur Gobron-Brillié 100 hp[7] (record du monde sur le mille en 58 s 4/5[8]) ;
- Coupe d'Arenberg pour moteurs à alcool 1903 ;
- Coupes de Rothschild (kilomètre départ lancé, quatrième édition[9]) à la semaine automobile de Nice (deux coupes attribuées) : 1904, sur Gobron-Brillié 110 hp[10] (et record du monde de vitesse terrestre)[11] ;
- Course du mile départ arrêté du Meeting de Nice 1904, sur Gobron-Brillié 110 hp ;
- 10 kilomètres du Meeting d'Ostende en 1904, avec record du monde à la clé, sur Gobron-Brillié 100 hp[12] ;
- Kilomètre départ lancé d'Ostende en 1904, sur Gobron-Brillié 100 hp[13] ;
- Critérium de Régularité de Belgique 1906 sur Gobron-Brillié[14] ;
- Coupe d'Auvergne 1906 sur Gobron-Brillié (épreuve de vitesse pour voitures de tourisme, 5 étapes pour un total de 937 kilomètres)[15] ;
  - deuxième de la Coupe de Caters (course de côte, troisième édition) à la semaine de Nice : 1904, sur Gobron-Brillié 100 hp (derrière son équipier Arthur Duray même type de véhicule)[16] ;

Sur route, il fut encore avec Gobron-Brillié cinquième du circuit des Ardennes en 1902, participant en outre avec la marque au Paris-Berlin 1901, puis au Paris-Arras-Paris et au Paris-Vienne en 1902.

## Notoriété
Le camping municipal de Châtillon-sur-Seine, où il tient un garage de 1909 à 1940, porte son nom. Une stèle lui est dédiée à l'entrée du camping

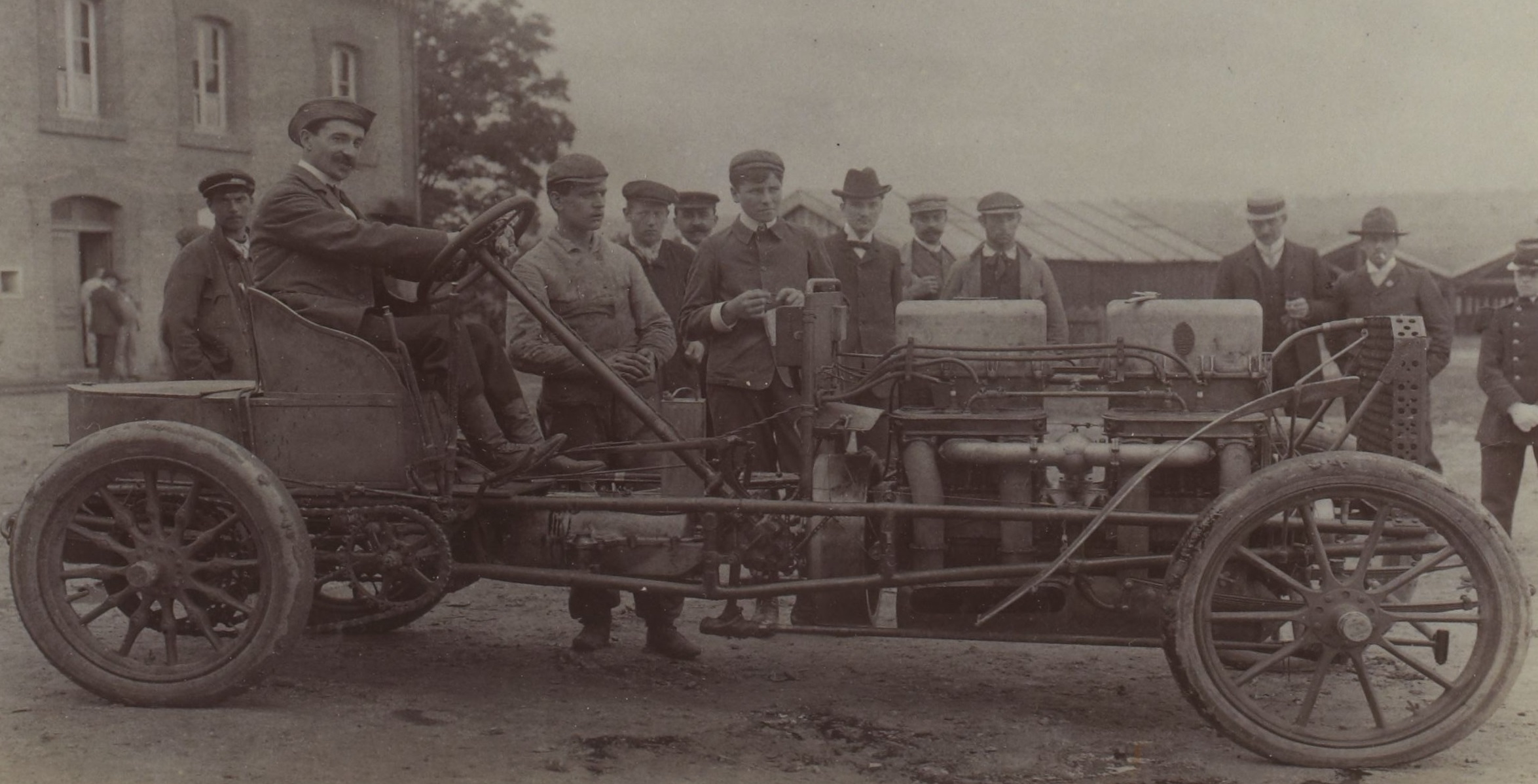
Louis Rigolly vainqueur de la côte de Château-Thierry sur Gobron-Brillié 100 hp (1903), alors déjà officieux recordman du monde de vitesse sur le kilomètre.
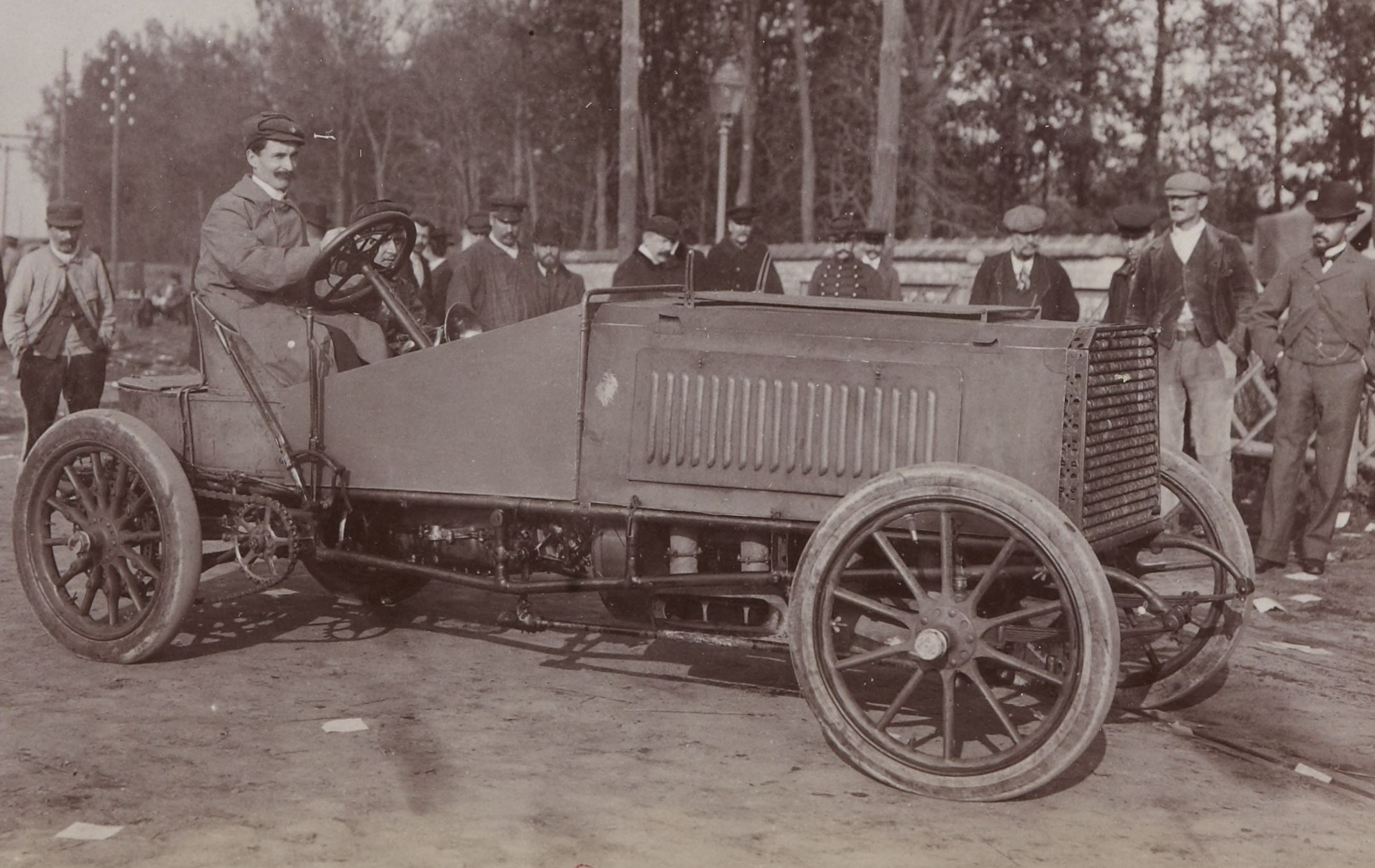
Louis Rigolly vainqueur de la côte de Gaillon (ou Coupe du Figaro pour les véhicules lourds) en 1903 avec sa 100 hp.
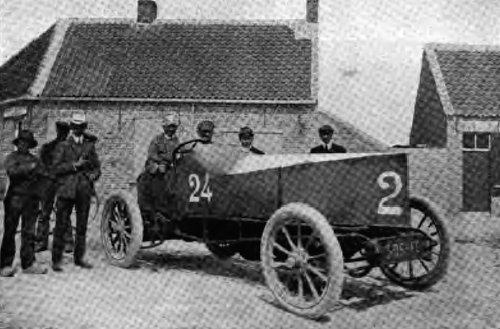
Louis Rigolly au volant de la Gobron-Brillié avec laquelle il a franchi les 100 miles par heure en juillet 1904.
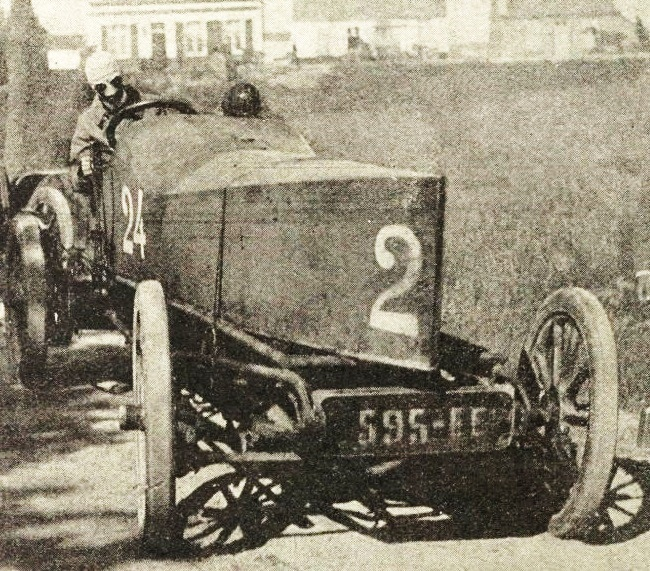
Louis Rigolly pour la seconde fois recordman mondial officiel de vitesse, à 166,666 km/h en juillet 1904 à Ostende, sur le kilomètre lancé avec sa Gobron-Brillié.
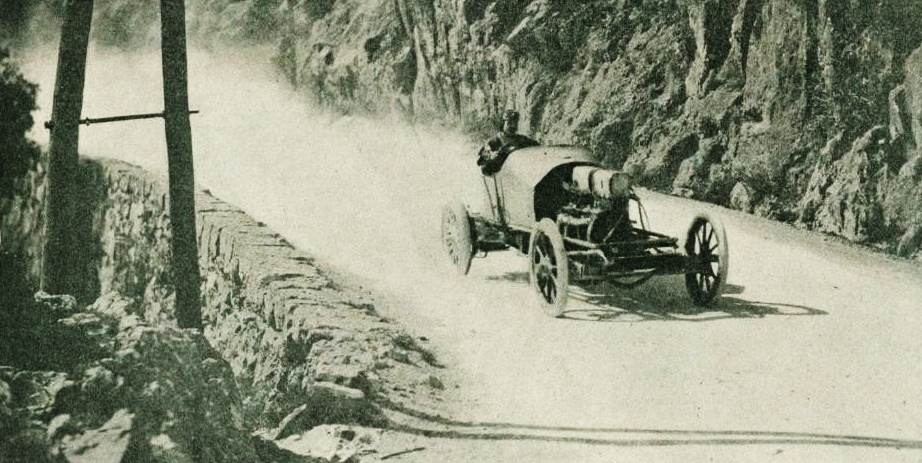
Louis Rigolly vainqueur de la majorité des épreuves proposées au Meeting de Nice, en avril 1904.
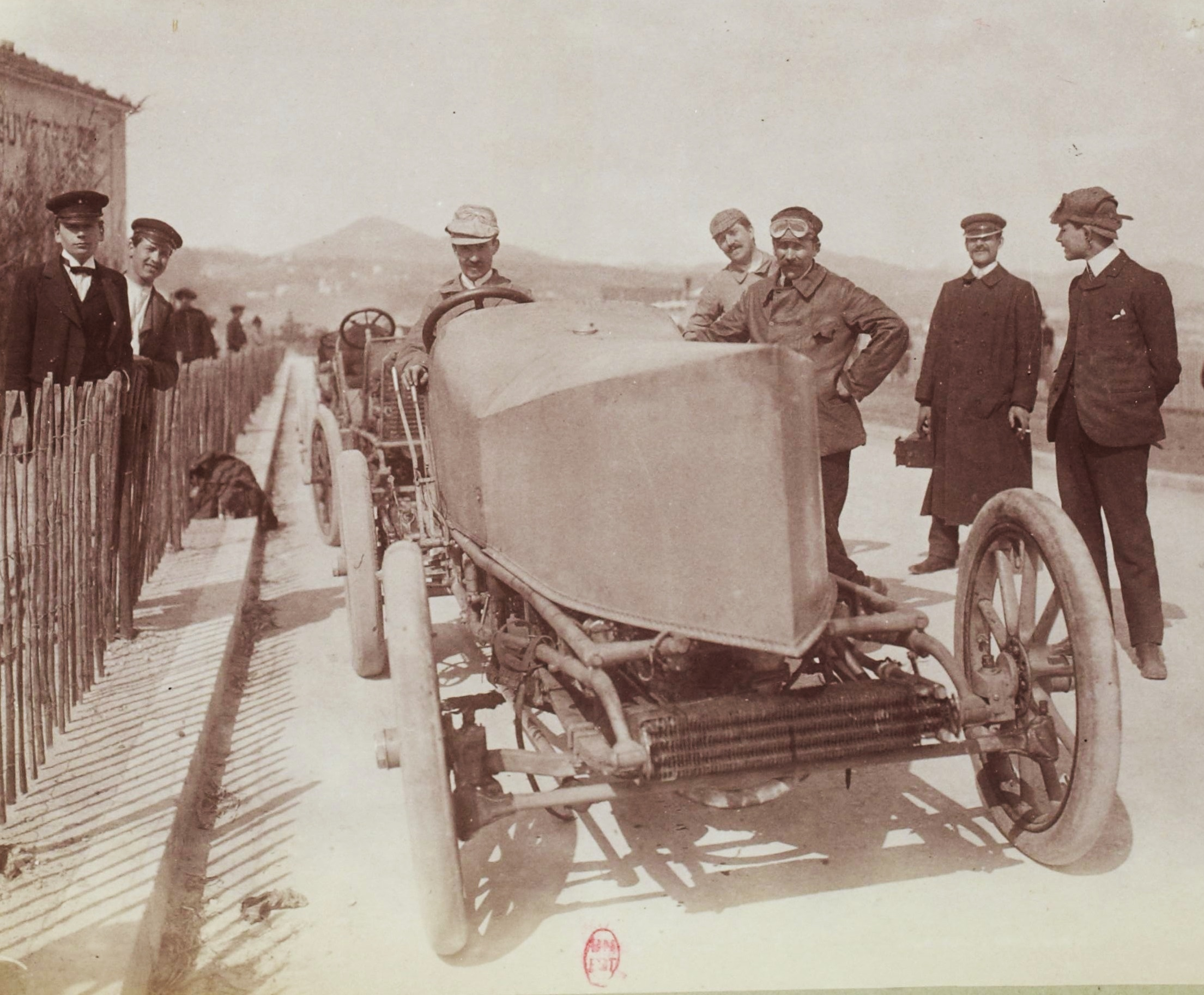
Louis Rigolly vainqueur de la troisième Coupe de Rothschild du kilomètre lancé à la semaine de Nice 1904 (Godron-Brillié Paris-Madrid 110 hp - RM à 152,542 km/h devant son coéquipier Arthur Duray).